# Gei-Ami
Geiami (芸阿弥, Geiami, 1431 - 8 décembre 1485), de son vrai nom Shingei Nakao, nom de pinceau Gakusō, est un peintre japonais.

## Biographie
Dans la seconde moitié du XVe siècle, la peinture monochrome, qui se développe jusque-là dans les milieux bouddhistes de la secte Zen, étend sa sphère d'influence à la moitié laïque. À Kyōto, une famille, que l'on traite souvent comme une école, excelle dans la peinture au lavis : la famille Ami, dont les membres sont de façon héréditaire conseillers artistiques auprès des shoguns Ashikaga.
Gei-Ami est l'un des membres importants de cette famille. C'est le fils de Nō-Ami (1397-1471) et le père de Sō-Ami (?-1525). Le style de cette famille, caractérisé par la technique du lavis, se libère progressivement des empreintes chinoises. Bien que de croyance amidiste (comme indique le suffixe de Ami dans leur nom), ces artistes travaillent aussi pour des monastères Zen.
À leur talent de connaisseurs d'art, on doit la rédaction du Kundai-Kan sōchō-ki (« Carnet du secrétaire d'art du shogun ») qui donne la liste des noms des peintres chinois illustres dont les œuvres figurent dans les collections shogunales, ainsi que des calligraphies et autres pièces, classées selon le goût de l'époque.
Parmi ses élèves, figure Shōkei Kenkō, à qui il légua en 1480 son œuvre "観 瀑 図" (Contemplation d'une cascade).

## Musées
- Tōkyō (Nezu Mus.) : Le spectacle de la cascade, daté 1480, rouleau en hauteur, encre et couleurs sur papier, inscriptions de Osen Keisan et de deux autres prêtres.